# 홍서현
홍서현(1994년 6월 30일 ~)은 대한민국의 트로트 가수이다.

## 데뷔
2021년 7월 7일 작곡가 이은주로 부터 선물받은 싱글 《어쩌면 좋아요》로 데뷔했다.

## 음반
- 2018.09.03. 컴필레이션 《제14회 현인가요제기념음반〉 수록곡 〈처음처럼〉(작사:정의송, 작곡:한겨레)
- 2021.07.07. 싱글 《어쩌면 좋아요〉(장르: 성인가요/트로트, 작사: 이은주, 작곡/편곡: 정민, 발매사: GU Music, 기획사: 강호정)[3]
- 2024.03.27. 싱글 《To My Friend〉제이쿤(J.KUN)/김찬미(charm)/이지담/유승한/홍서현/투오브어스(Two of Us) (장르: 발라드, 작사: 강혜민/제이쿤, 작곡/편곡: 제이쿤, 발매사: ㈜리웨이뮤직앤미디어, 기획사: 제이쿤 엔터테인먼트)

## 생애
홍서현은 1994년 6월 30일 청주에서 태어나 초등학교, 중학교를 청주에서 마치고, 서울에서 예술고를 졸업했다. 현재는 청주에서 거주하고 있다. 초등학교 시절 동요를 불러서 '동요세상'에 참가해 수상한 것을 시작으로 여러 대회에 참가해 1등을 하면서 가수의 꿈을 가졌다. 연기와 춤을 배우고 싶어서 예술고등학교 뮤지컬과에 진학했다. 이후 명지대학교 예술체육대학에서 성악을 전공했다. 중간에 휴학을 했는데, 미술관에서 큐레이터 일을 하며 공연 기획도 하고 실연자로 실연도 하고 강의도 하였다. 그러던 중 인터넷의 유명 작곡가가 주최하는 신인 트로트 여가수 모집공고를 보고 지원했는데 당일 현장에 가보니 오디션이 취소됐다고 한다. 다행히 행사 매니저의 안내로 작곡가를 만나게 되어 오디션을 보았고, 일주일 후에 작곡가로 부터 신곡 3곡을 전해받고 연습하면서 트로트에 발을 들이게 됐다. 트로트 가수의 길을 가는데 어머니의 반대가 있었다. 트로트 가수의 꿈을 버릴 수 없어 각종 가요제에 참가해 여러 상을 수상했다. 성악 발성에서 트로트 발성으로 전환하면서 목에서 피가 날 정도로 연습을 했다. TV조선 '내일은 미스트롯'에 출연한 것을 계기로 어머니와 함께 전국의 행사를 다녔다. 이로 부터 어머니로 부터 트로트 가수의 길을 허락받았다. 트로트 행사 경혐을 바탕으로 한 대학교 졸업 공연에서 좋은 점수를 받았다고 한다. 작곡가 이은주로 부터 '어쩌면 좋아요'라는 곡을 선물로 받았는데 자신과 잘 어울려서 가요제에서 받은 상금을 모아 '홍서현'이란 이름으로 데뷔 첫 앨범을 냈다. 활동명은 작명 당시 아버지가 단호하게 성은 갈면 안된다고 하여 '홍'과 소리를 널리 알린다는 의미로 지었다. 

## 방송
- 2019년 TV조선 《내일은 미스트롯》, 홍다현으로 참가

## 행사
- 2024.04.07. 《미원천 벚꽃축제》, 〈어쩌면 좋아요〉
- 2024.10.11. 《성포동 주민과 함께하는 STAR 페스티벌》[7]

## 수상
- 2021년 《제9회 무심천 벚꽃 가요제》 대상
- 2020년 《제12회 대한민국 청소년 트로트 가요제》 부산울산경남지역예선 대상
- 2019년 《제2회 한방전국가요제》 최우수상
- 2019년 《제38회 금산인삼축제 - 전국대학생 트로트가요제》  대상
- 2019년 《백일홍 전국트로트가요제》 대상
- 2019년 《제11회 대한민국 청소년 트로트 가요제》 대상

## 학력
- 청주대성초등학교 졸업
- 송절중학교 졸업
- 한림연예예술고등학교 뮤지컬과 졸업
- 명지대학교예술체육대학 성악 학사

## 기타
- 신체 : 키 162cm, 체중 45kg, 혈액형 O형
- 반려견 : 테디(포메라니안)